# Andreu Avel·lí Valentí
 Andreu Avel·lí Valentí (? - Barcelona, 10 de novembre de 1899) fou un pianista i compositor català.
Feu els seus estudis musicals en el Conservatori de París, on ingressà el 1849 i tingué per mestres a Elwart i en Carafa. Una vegada acabats es dedica a l'ensenyança i a la composició, havent estrenat a Madrid i Barcelona les òperes El Colegial i Don Serapio de Bobadilla.
El 1879 estrenà a l'Opéra-Comique de París Embrassons nous, Folleville, que no va ser gaire ben acollida. És autor, a més, d'un Stabat Mater i un oratori titulat Judith, i publicà, entre altres obres, un Mètode de solfeig, una Missa Pastoral a 3 veus, amb acompanyament de piano i orgue; un Domine salvum i algunes melodies, com La Colombe, Malfilatre, etc.